# Martín Pando
Martín Esteban Pando (Buenos Aires, 26 de diciembre de 1934-Ib., 7 de mayo de 2021) fue un futbolista y entrenador argentino. Jugó en Platense, Argentinos Juniors, River Plate, Lanús y la Selección Argentina. Le decían La Radio porque hablaba durante todo el partido tanto a los contrarios como al árbitro.

## Carrera profesional
Antes de dejar su huella como entrenador-docente, Pando tuvo una interesante carrera como futbolista. Debutó como profesional en 1955 en Platense. En 1958 tuvo un  paso destacado por Argentinos Juniors hasta 1961.
Llegó a River en 1962, donde tuvo un estreno inmejorable al marcarle un gol al Santos de Pelé. Partido que siempre lo soñó como hincha del club: “Me trajo Pipo Rossi, que era el técnico, y debuté con el Santos de local. Le ganamos 2 a 1, con un gol de Ermindo Onega y un gol mío, que no hacía goles nunca, lo ganamos bien”, rememoró.
Jugador hábil, era un notable armador. Pasó dos temporadas en el club de Nuñez, entre 1962 y 1964, disputando 56 partidos y marcando seis goles. Se retiró en Lanús en 1967.

## La Selección Argentina
Pando jugó el Mundial de Chile en 1962 donde la Selección dirigida por el Toto Lorenzo fue eliminada en Primera Rueda.

### Participaciones en Copas del Mundo
| Mundial                        | Sede  | Resultado    |
| ------------------------------ | ----- | ------------ |
| Copa Mundial de Fútbol de 1962 | Chile | Primera fase |

## Como técnico
Tras su retiro como futbolista llegó a River Plate para dirigir las categorías inferiores del club bajo el ala del brasileño Delem. 
Entre 1973 y 1991 ejerció su rol de docente en diferentes categorías. Algunos de los juveniles que formó son Ramón Díaz, José María Vieta, Claudio Cabrera, Carlos Tapia, Néstor Gorosito, Claudio Paul Caniggia, Leonardo Astrada, Hernán Crespo y Marcelo Gallardo.
Sobre el paso de Caniggia en las inferiores, recordaba: “Vamos a jugar a Pontevedra con Ferro y Caniggia era un tipo ligero, muy rápido, buen chico también. Entonces les dije al equipo: ‘Está la derecha y está la izquierda de la cancha. Por la derecha no se pone nadie. La derecha la dejamos sin nada; del medio a la izquierda, el resto’. ¿Por qué? porque por ese sector iba Caniggia. Se ponían tres o cuatro, él los pasaba a todos. ¡Tenía una velocidad! Él se los gambeteaba a todos. Un fenómeno”.
Además, dirigió siete partidos a la Primera de River Plate en 1983 (por una huelga de profesionales) y uno en el Campeonato de 1984.
“Si veo que en una plaza hay un señor pateando con un chico yo me acerco y le digo ‘perdón que lo moleste, pero la pierna ésta la pone mal’ o lo que sea. Me gusta enseñar y ayudar a la gente. En River estaba hasta la noche; el utilero me iba a buscar porque me quedaba practicando con los chicos y me decía: ‘¿Usted no tiene familia? ¿Hasta qué hora nos vamos a quedar?’. Mi alegría era ésa”, se autodescribió en La Página Millonaria.

### Clubes como director técnico
| Club        | País      | Año       |
| ----------- | --------- | --------- |
| River Plate | Argentina | 1983-1984 |

## Clubes

### Como jugador
| Club               | País      | Año       |
| ------------------ | --------- | --------- |
| Platense           | Argentina | 1955      |
| Argentinos Juniors | Argentina | 1958-1961 |
| River Plate        | Argentina | 1962-1964 |
| Lanús              | Argentina | 1965-1967 |

### Como entrenador
| Club        | País      | Año       |
| ----------- | --------- | --------- |
| River Plate | Argentina | 1983-1984 |